# Animal de rente

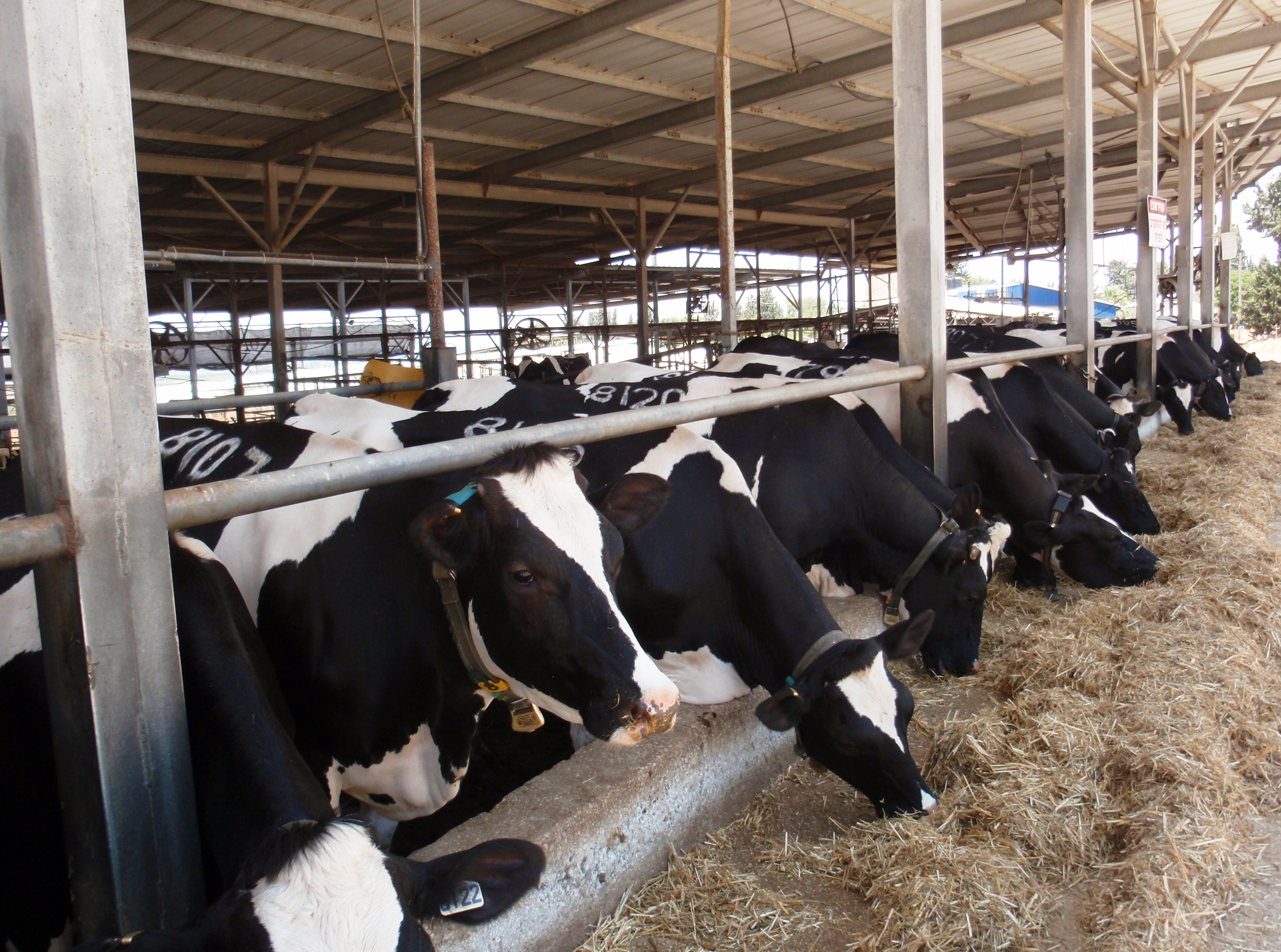
Des vaches laitières, un exemple-type d'animal de rente.

Un animal de rente, aussi appelé animal de production, est, en droit européen (notamment français et suisse), un animal élevé ou gardé pour sa rentabilité, c'est-à-dire « la production de denrées alimentaires, de laine, de peaux ou d’autres fins agricoles ». De nombreux animaux d'élevage, tels que les bovins, les ovins et les porcs domestiques, entrent dans cette catégorie. Cependant, l'élevage ne concerne pas que des animaux de rente. Cette notion est employée par opposition à celles d'animal de compagnie, d'animal de sport et d'animal d'utilité : un animal de rente possède une valeur économique par ce qu'il produit lui-même, non par ce qu'il apporte en termes de compagnie, d'aide à la personne ou de performances sportives. 
La catégorisation juridique d'animal de rente pose des problèmes sociétaux dans le cas d'animaux à plusieurs statuts, et de ceux avec lesquels le rapport humain a évolué. C'est le cas notamment du lapin et du cheval, désormais considérés comme des animaux de compagnie par un nombre croissant de personnes.

## Relationnel avec les animaux de rente

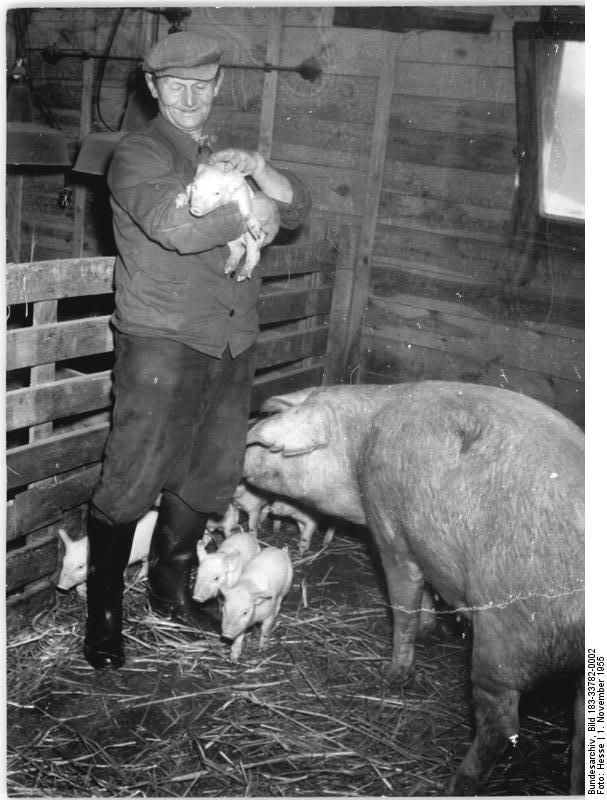
Porcs domestiques dans une exploitation agricole allemande de Hesse, en 1955.

L'animal de rente est souvent présenté comme un produit économique avec lequel l'éleveur ne crée pas de liens, cependant, la réalité est beaucoup plus nuancée. Ainsi, en Bretagne, les éleveurs tissent une réelle relation affective avec leurs animaux lorsque ces derniers ont un long cycle de vie, en particulier dans le cas des bovins domestiques. En revanche, pour les animaux à cycle de vie courts, comme les volailles, la relation est beaucoup plus proche du modèle de l’animal-machine, le statut de l'éleveur étant également moins prestigieux. Une particularité des animaux de rente est d'être généralement invisibles dans l'environnement urbain immédiat, ce qui a pour résultat une perte des contacts entre les sociétés humaines urbanisées et le monde agricole. De ce fait, lorsque les consommateurs de produits issus d'animaux de rente sont informés de la manière dont ces animaux sont élevés ou gardés, ils peuvent en être relativement choqués.

## Débat autour du statut juridique

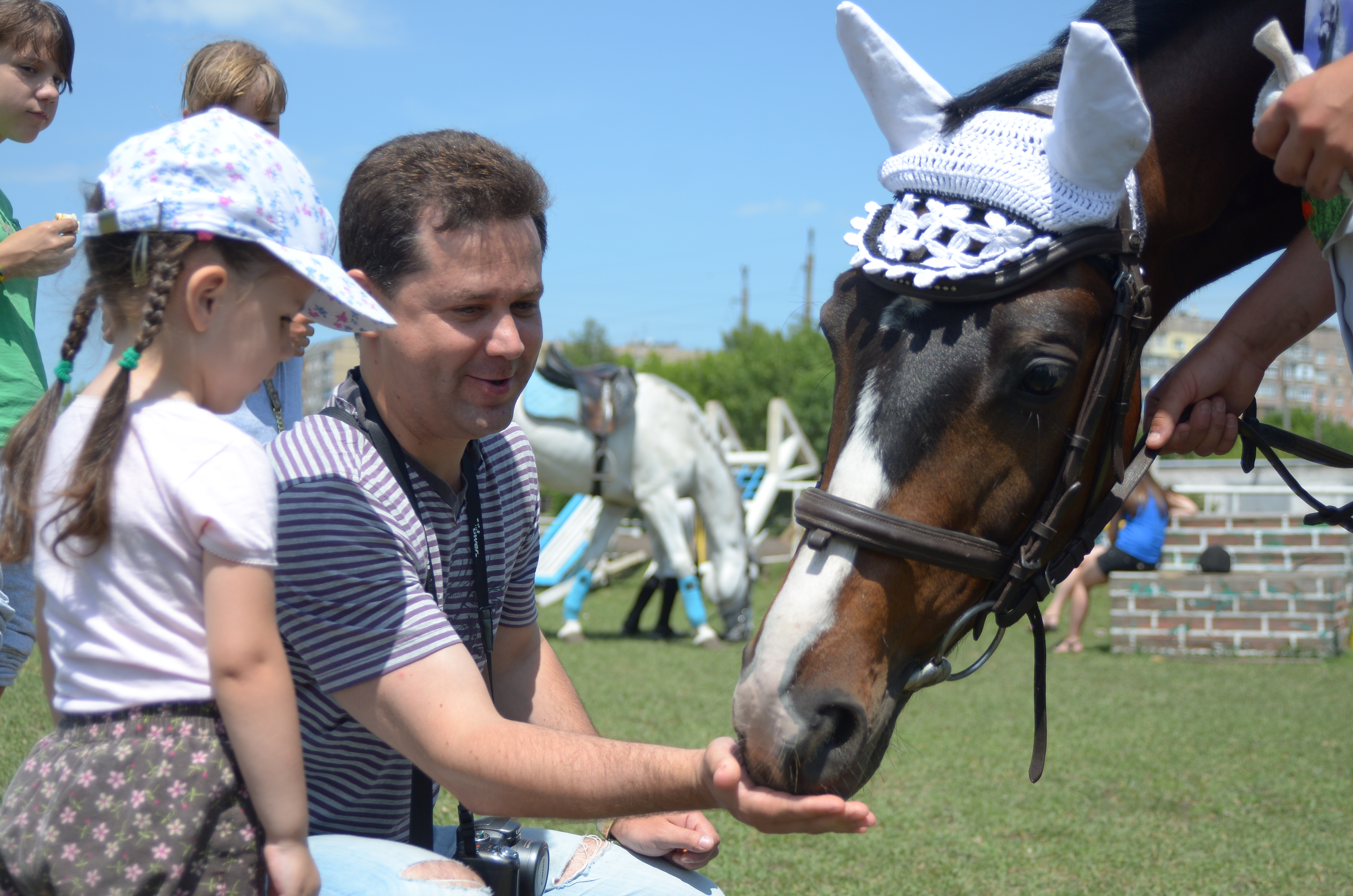
Dans certains pays, le cheval est de plus en plus considéré comme un animal de compagnie.

Certains animaux d'élevage peuvent avoir un double statut d'animal de rente et d'animal de compagnie ou d'utilité. C'est le cas des lapins qui sont élevés pour leur chair, mais aussi gardés pour la compagnie. Le cas du cheval a suscité de nombreux débats ces dernières années. Considéré uniquement comme un animal de rente jusqu'à la fin du XXe siècle, il occupe désormais une position intermédiaire entre l'animal de rente et l'animal de compagnie et de loisir. En France, il reste strictement considéré comme un animal de rente, malgré les demandes répétées (entre autres, de la Fondation Brigitte-Bardot) pour le faire accéder au statut d'animal de compagnie,, et ainsi abolir la filière hippophagique. 64 % des Français soutiennent ce changement dans le statut juridique du cheval. En Suisse, le propriétaire d'un cheval bénéficie d'un choix dans le statut juridique de son animal en fonction de son activité, le cheval de loisir étant de ce fait exclu de la filière alimentaire, contrairement au cheval agricole,. En Suisse, 38 % des chevaux sont des animaux de compagnie en 2012. Des différences s'observent en fonction des races : 15,5 % des franches-montagnes sont des animaux de compagnie, mais la proportion grimpe à 56 % pour les chevaux Islandais. Il est fréquent que des exploitants agricoles hébergent des chevaux destinés aux loisirs.